# کنجی هوریکاوا
کنجی هوریکاوا (انگلیسی: Kenji Horikawa؛ زادهٔ ۵ مهٔ ۱۹۶۵) تهیه‌کننده فیلم اهل ژاپن است.